# Marketing ethnique
 (février 2008).
 (juillet 2008).
Si vous disposez d'ouvrages ou d'articles de référence ou si vous connaissez des sites web de qualité traitant du thème abordé ici, merci de compléter l'article en donnant les références utiles à sa vérifiabilité et en les liant à la section « Notes et références ».
 (juillet 2008).
« Le marketing ethnique consiste à segmenter le marché en s’appuyant sur l’homogénéité d’une souche ethnique de consommateurs (…) et de leur proposer des produits adaptés à leurs caractéristiques physiques et culturelles » (B. Cova et O Badot).

## Les opportunités marketing de «l’ethnicité»
La diversité culturelle au sein de beaucoup de pays industrialisés se développe. Bon nombre de ces pays tentent de mesurer cette diversité. Les classifications statistiques des minorités ethniques varient énormément d’un pays à l’autre. Certains pays comme l’Australie et la Nouvelle-Zélande ont récemment développé un système sophistiqué de classification des groupes ethniques, et les États-Unis recensent les individus en fonction de leur origine raciale depuis de nombreuses années. La volonté de certains « marketers » est de traduire ces statistiques en termes d’opportunités de marché et d’atteindre des individus qui s’identifient à un groupe ethnique particulier et qui ont des comportements de consommation homogènes.
Or, les études démographiques montrent la population dominante tend à se réduire au profit des groupes minoritaires. Par exemple, en Australie, le groupe dominant anglophone est censé représenter 66 % de la population en 2030, et les populations asiatiques auront augmenté de 13 %[réf. nécessaire]. Aux États-Unis, les projections montrent[réf. nécessaire] que la population blanche atteindra 62 % de la population en 2025 contre 72 % en 2000, et ce au profit des groupes hispaniques et asiatiques qui auront augmenté respectivement de 18 et 7 %[réf. nécessaire].
Au regard de ces évolutions, certains croient que les approches marketing standardisées qui ignorent les différences culturelles existant au sein d’une même économie nationale ont peu de chance d’atteindre efficacement les groupes ethniques ayant un fort sens d’identité. Il serait d’autant moins pertinent d’ignorer ces groupes de consommateurs que les indicateurs économiques montrent[réf. nécessaire] qu'ils voient leur pouvoir d’achat et leur influence dans leur pays d’accueil augmenter. C’est, par exemple, le cas aux États-Unis, avec la puissance des groupes asiatiques en Californie et particulièrement dans la Silicon Valley, l’influence des groupes afro-américains[réf. nécessaire] dans les nouvelles tendances de consommation par l’intermédiaire de leurs acteurs, de leurs hommes d’affaires médiatiques mais aussi de leurs stars du hip-hop.
Enfin, il y a l’apparition de l’espagnol comme première langue parlée dans certains États comme la Floride. Notons, par exemple, l’élection d’un maire hispanique, Antonio Villaraigosa, à Los Angeles en mai 2005.

## La place du marketing ethnique en France

### Le marketing ethnique
De nombreuses recherches ont été menées[réf. nécessaire] aux États-Unis depuis 1932 montrant les différences de comportement de consommation (Cui, 2001) entre les minorités ethniques et la population dite majoritaire. En France, les recherches se font plus rares en raison de l’existence de principes républicains.
Le plur-iethnisme est peu visible dans les publicités ; en 1994, six publicités françaises mettaient des Afro-Français à l’honneur[réf. nécessaire]. Erik Vervroegen, directeur de création de TBWA, déclare en 2004 : « il y a encore aujourd’hui des marques qui refusent la présence de Noirs dans leur publicité ». Pourtant, en 2003, on compte 59 publicités françaises mettant des Noirs à l’honneur . Allant dans ce sens, Marionnaud fait appel à Sonia Rolland pour répondre aux attentes des individus couleur « chocolat, caramel, miel »  ou encore SFR et RTL mettent en avant des Noirs dans leurs publicités.
Se pose ainsi la problématique suivante : les origines ethniques déterminent ou interviennent-elles dans l’acte d’achat et dans le choix des marques ?
En effet, certains annonceurs mais aussi certains publicitaires refusent une approche segmentée de la population selon l’appartenance ethnique. Pour certains, le marketing ethnique porte en lui les germes du communautarisme. Robert Rochefort, directeur du CREDOC, confirme « que les industriels hésitent car la segmentation par l’ethnie ressemble à une ségrégation et peut être interprétée comme l’exclusion de la majorité ». Pourtant, Juergen Schwoerer, directeur de Sociovision affirme « le propre du marketing est la recherche de critères de différenciation et la segmentation ». De son point de vue, il paraît légitime de segmenter la population s’il existe un nouveau critère de différenciation pertinent et évident.

### Domaines d’application
En France, le marketing ethnique s’applique à de nombreux produits et services dans des domaines comme l’alimentation, les cosmétiques, les télécoms, les services de transferts d’argent, les transports aériens et maritimes, …
Notons par exemple l’importance du marché de l’ethnocosmétique, destinés aux peaux noires et métissées et aux cheveux crépus, frisés et défrisés. Soft Sheen-Carson, la filiale « ethnique » de L'Oréal estime que sa cliente potentielle dépense trois fois plus, hors coiffure, que la cliente blanche. On estime par ailleurs qu’une femme « noire » utilise neuf fois plus de produits capillaires, sept fois plus de maquillage et cinq fois plus de produits de soin qu’une femme blanche dans les mêmes conditions (selon les études menées par ak-a, institut d'études spécialisé sur la population afro-française). On comprend donc[Qui ?] toute l’ampleur des opportunités marketing s’offrant aux entreprises.
Notons aussi l’importance croissante du marché de l’alimentation Halal, estimé en France par le cabinet d’étude SOLIS à 5,5 milliard d’euros  pour l’année 2010. L’étude montre deux principales catégories d’acteurs sur ce secteurs avec, d’une part, les acteurs historiques comme Dounia, Isla Délice, Isla Mondial et Zakia et, d’autre part, une offre plus récente proposée par des grandes marques nationales comme Duc, Fleury Michon, Knorr, Maggi, Liebig et Labeyrie.

### Face au principe républicain français
La France, de par son histoire, est un des pays européens où l’on dénombre le plus d’individus appartenant à une minorité ethnique en proportion de sa population totale[réf. nécessaire]. Les apports successifs d’immigrants depuis le début du vingtième siècle ont été intégrés par un système qui ne reconnaît pas de distinction ethnique, raciale ou religieuse,  en raison d'un idéal républicain conférant l’égalité de droit à tous ses citoyens.
Au-delà de l'idéal républicain, Mai Lam Nguyen-Conan remarque alors qu'on reproche au marketing ethnique, qu'en ciblant spécifiquement un groupe ethnique on pourrait être accusé de l'identifier comme tel, donc de lui conférer par là même une existence ce qui paraitrait contraire au premier article de la constitution française, des offres spécifiques existent depuis de nombreuses années en France et que cette tendance qui se développe semble effrayer certains « défenseurs de la République », qui, faute de pouvoir les interdire, cherchent à en limiter le bruit fait autour en brandissant la peur de la montée du communautarisme et du racisme comme conséquence de ces pratiques.

### Définition de l’ethnicité
Le terme de « marketing ethnique » est souvent perçu comme péjoratif. En effet le qualificatif « ethnique », pour les détracteurs du marketing ethnique, se réfère uniquement à la couleur de peau, à un concept discrédité de « race ». Il est donc primordial pour ses promoteurs de donner une définition générale du terme « ethnicité » pour :
- d’une part, justifier le nom de ce nouveau courant marketing et montrer qu’il ne se réfère pas uniquement à la couleur de peau ;
- d’autre part, montrer que le recensement de l’INSEE ne permet pas de donner un éventail exhaustif des différentes minorités ethniques vivant en France (pour le débat à ce sujet, voir statistiques ethniques).